# Porto (Napels)
Porto is een van de dertig quartieri, kwartieren of wijken van de Italiaanse stad Napels. De wijk heeft ongeveer 5.000 inwoners. Daarmee is Porto de minst bevolkte van de 30 wijken van Napels. De wijk maakt samen met de wijken San Giuseppe, Montecalvario, Avvocata, Mercato en Pendino het stadsdeel Municipalità 2 uit.
Porto grenst aan de wijken San Ferdinando, San Giuseppe en Pendino. In het zuidoosten grenst de wijk aan de Golf van Napels.